# Mîhailo-Zavodske, Apostolove
Mîhailo-Zavodske (în ucraineană Михайло-Заводське) este un sat în comuna Mîhailivka din raionul Apostolove, regiunea Dnipropetrovsk, Ucraina.

## Demografie
Componența lingvistică a localității Mîhailo-Zavodske
     Ucraineană (95,34%)
     Rusă (3,07%)
     Belarusă (1,27%)
     Alte limbi (0,11%)
Conform recensământului din 2001, majoritatea populației localității Mîhailo-Zavodske era vorbitoare de ucraineană (95,34%), existând în minoritate și vorbitori de rusă (3,07%) și belarusă (1,27%).